# Winong (Kalidawir)
Winong is een bestuurslaag in het regentschap Tulungagung van de provincie Oost-Java, Indonesië. Winong telt 2907 inwoners (volkstelling 2010).